# Бересневи-Федоровці
Бересне́ви-Фе́доровці (рос. Бересневы-Фёдоровцы) — присілок у складі Даровського району Кіровської області, Росія. Входить до складу Піксурського сільського поселення.
Населення становить 2 особи (2010, 24 у 2002).
Національний склад станом на 2002 рік — росіяни 100 %.